# Chaumot (Yonne)
Chaumot – miejscowość i gmina we Francji, w regionie Burgundia-Franche-Comté, w departamencie Yonne.
Według danych na rok 1990 gminę zamieszkiwały 464 osoby, a gęstość zaludnienia wynosiła 31 osób/km² (wśród 2044 gmin Burgundii Chaumot plasuje się na 485. miejscu pod względem liczby ludności, natomiast pod względem powierzchni na miejscu 645.).